# Festival Internacional de Cine Erótico de Barcelona
El Festival Internacional de Cine Erótico de Barcelona (FICEB) se inició en 1993 con el objetivo de dinamizar y normalizar la industria del sexo en España. Es reconocido como uno de los festivales más importantes del género en Europa. Popularmente conocido como Feria del sexo, es una convención anual dedicada a la industria del sexo y de la pornografía.
En el FICEB hay presentaciones de nuevas películas, venta de productos por parte de empresas del sector con locales, espectáculos en vivo de desnudistas y estrellas del cine pornográfico reconocidas internacionalmente como Nacho Vidal, Rocco Siffredi, Silvia Saint y Elizabeth Maciel quienes han conseguido cada año hacerlo más popular. Casi la totalidad es cine pornográfico, y la presencia de cine erótico es casi inexistente.

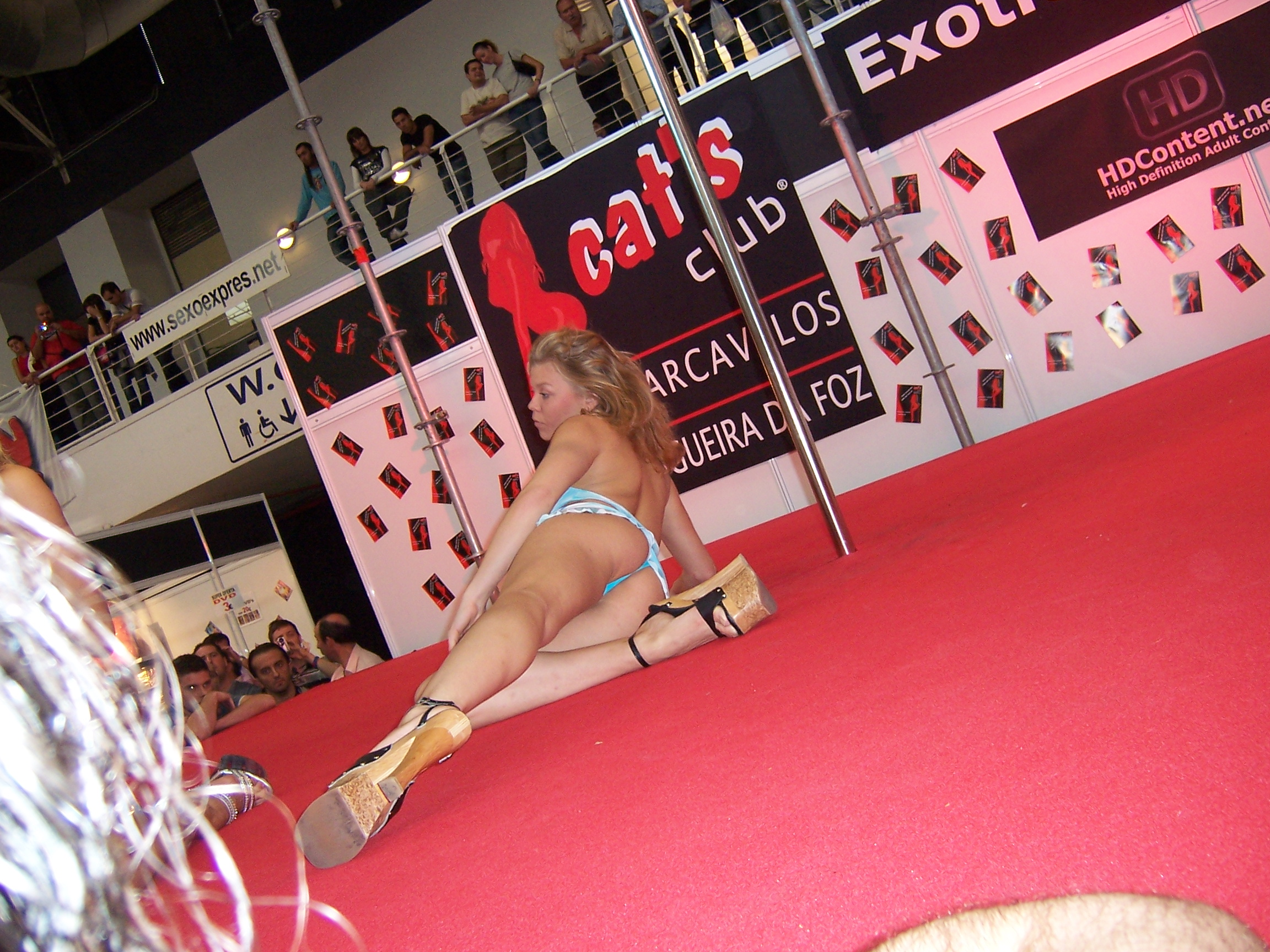
Espectáculo en directo en el evento.

Es de destacar también que es el único festival que posee un espacio para el sadomasoquismo, espacio llamado Club Bizarre, donde los espectadores disfrutan con las actuaciones de dominatrices como Monique de Nemours o Mistress Basia. Cada año sorprende con nuevos espectáculos, y se finaliza siempre con una espectacular gala en la que se otorgan premios como Mejor Actor Porno o el Tacón de Aguja por mejor película sadomasoquista, entre otros premios.

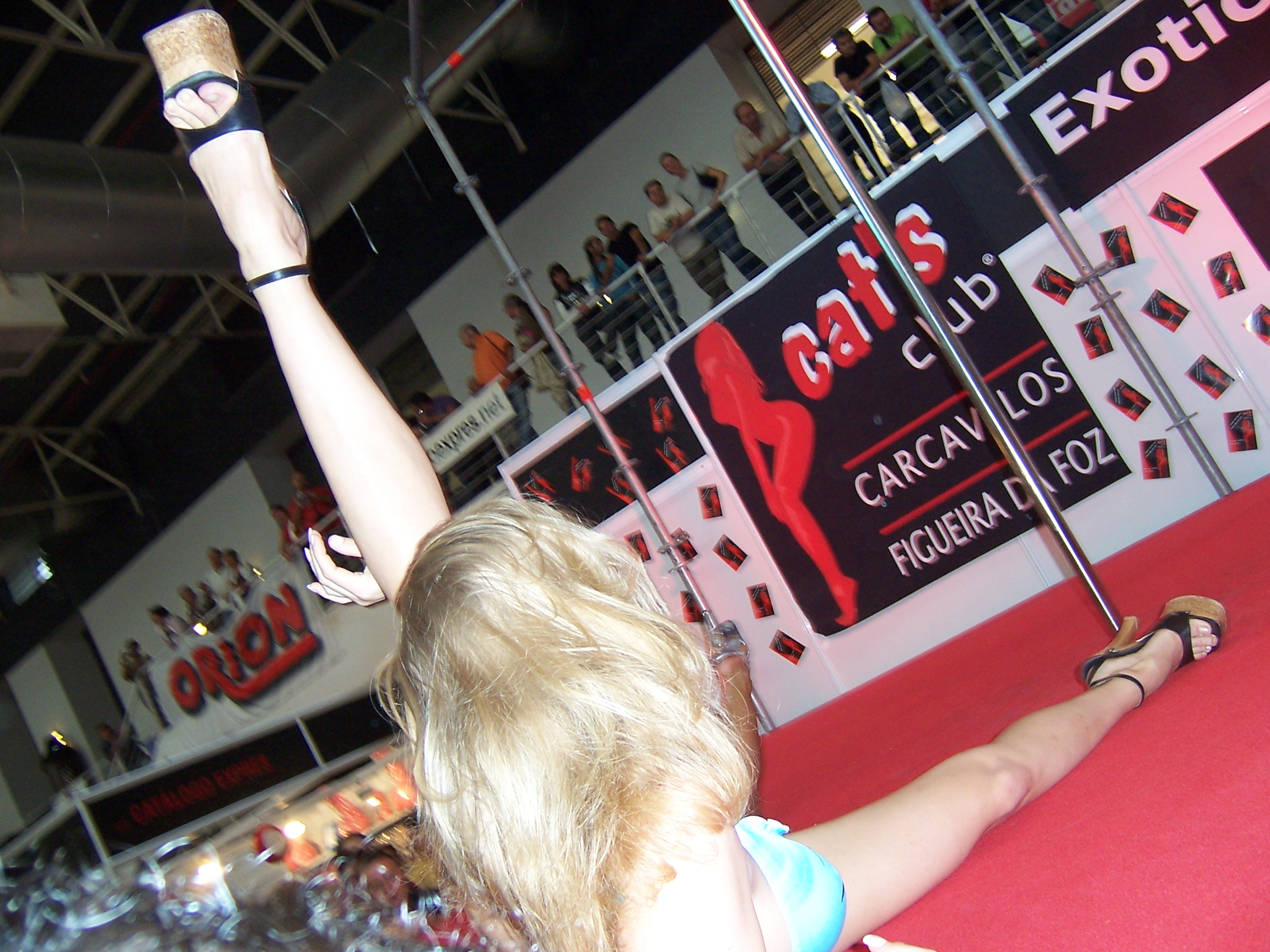
Bailarina en el FICEB 2006.

En 2008, después de haber recibido muchas críticas por parte del mundo de la política prácticamente cada año que se celebraba y habiendo sido recortados o censurados muchos espectáculos como la participación del público, entre otros por medidas de presión, que les impidió renovar para el espacio ferial de la empresa La Farga en Hospitalet, finalmente, después de 15 años de realizarlo anualmente en Barcelona, la organización del FICEB decidió trasladar a Madrid su próximo certamen. El festival se llamó "XVI Festival Internacional de Cine Erótico de Barcelona en Madrid", sin cambiar sus siglas.
En esa edición, el festival recibió muchas críticas por parte de varios actores y directores, incluso del director del certamen, al celebrarse en una discoteca cercana a un local de alterne.
El Salón Sexe en Català, que nació de la mano del FICEB, celebró ese mismo 2008 su tercera edición recogiendo su legado, además de celebrarlo en las mismas fechas y a muy poca distancia de la Farga, en Cornellá del Llobregat.
El FICEB 2009 fue aplazado al no recibir ningún tipo de subvención en plena crisis y no poder asegurar una logística y organización como en la Farga.
En 2010 se consigue un nuevo emplazamiento: el pabellón deportivo de la Vall d'Hebron. Desde entonces hasta a día de hoy, se han hecho allí todas las ediciones. El pabellón es más pequeño que el de la Farga, por lo que el evento es más pequeño. En sus últimas ediciones, aparte del Club Bizarre, también se ha añadido un apartado para los fetichistas de pies y una zona para el mundo liberal
Desde 2013 a 2018 estos premios fueron sustituidos por Premios Ninfa (son los galardones que otorgaba anualmente el Salón Erótico de Barcelona para premiar a los mejores profesionales de cada una de las distintas especialidades de la industria del entretenimiento para adultos en España. El valor de los galardones residía en el reconocimiento por parte del sector de la industria del entretenimiento para adultos y del público.
- Desde 2019 dejó de celebrarse por diferentes motivos
- Premios llamados a considerarse continuadores de Festival Internacional de Cine Erótico de Barcelona y Premios Ninfa
  - Sex Education Film Festival
  - EroStreet Festival
  - SexCon